# 11777 Харгрейв
11777 Харгрейв (11777 Hargrave) — астероїд головного поясу, відкритий 16 жовтня 1977 року.
Тіссеранів параметр щодо Юпітера — 3,500.